# Grzmiączka
Grzmiączka est une localité polonaise de la gmina rurale de Grzmiąca située dans le powiat de Szczecinek en voïvodie de Poméranie-Occidentale. Elle se trouve à environ 23 km au nord-ouest de Szczecinek et 129 km à l'est de la capitale régionale Szczecin.

## Géographie

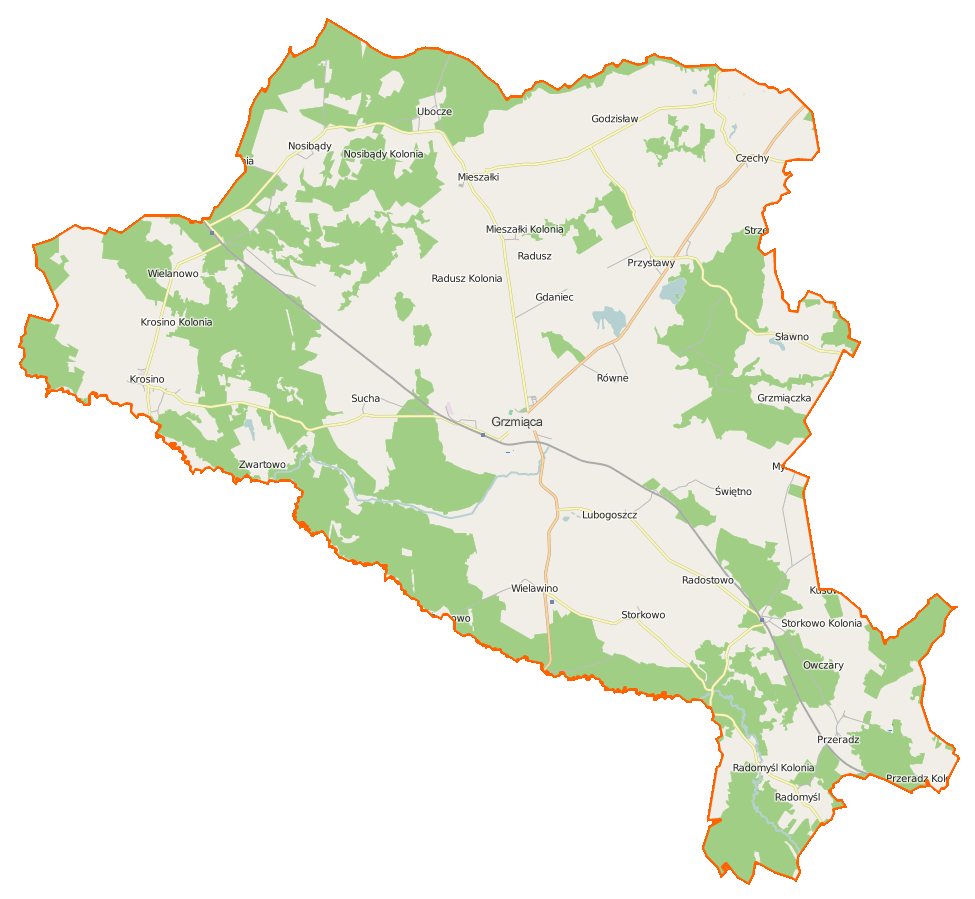
Carte de la gmina de Grzmiąca.